# فعلاً خداحافظ
«فعلاً خداحافظ» تک‌آهنگی از پی.او.دی. و کیتی پری است که در سال ۲۰۰۵ میلادی منتشر شد.